# Aire d'attraction de Doué-en-Anjou
L'aire d'attraction de Doué-en-Anjou est un zonage d'étude défini par l'Insee pour caractériser l’influence de la commune de Doué-en-Anjou sur les communes environnantes.

## Définition
L'aire d'attraction d'une ville est composée d’un pôle, défini à partir de critères de population et d’emploi ainsi que d’une couronne constituée des communes dont au moins 15 % des actifs travaillent dans le pôle. Le pôle d’attraction constitue ainsi un point de convergence des déplacements domicile-travail,.

## Type et composition
L’aire d'attraction de Doué-en-Anjou est une aire intra-départementale qui comporte 7 communes en Maine-et-Loire. 
Elle est catégorisée dans les aires de moins de 50 000 habitants, une catégorie qui regroupe 12,2 % au niveau national.

### Carte

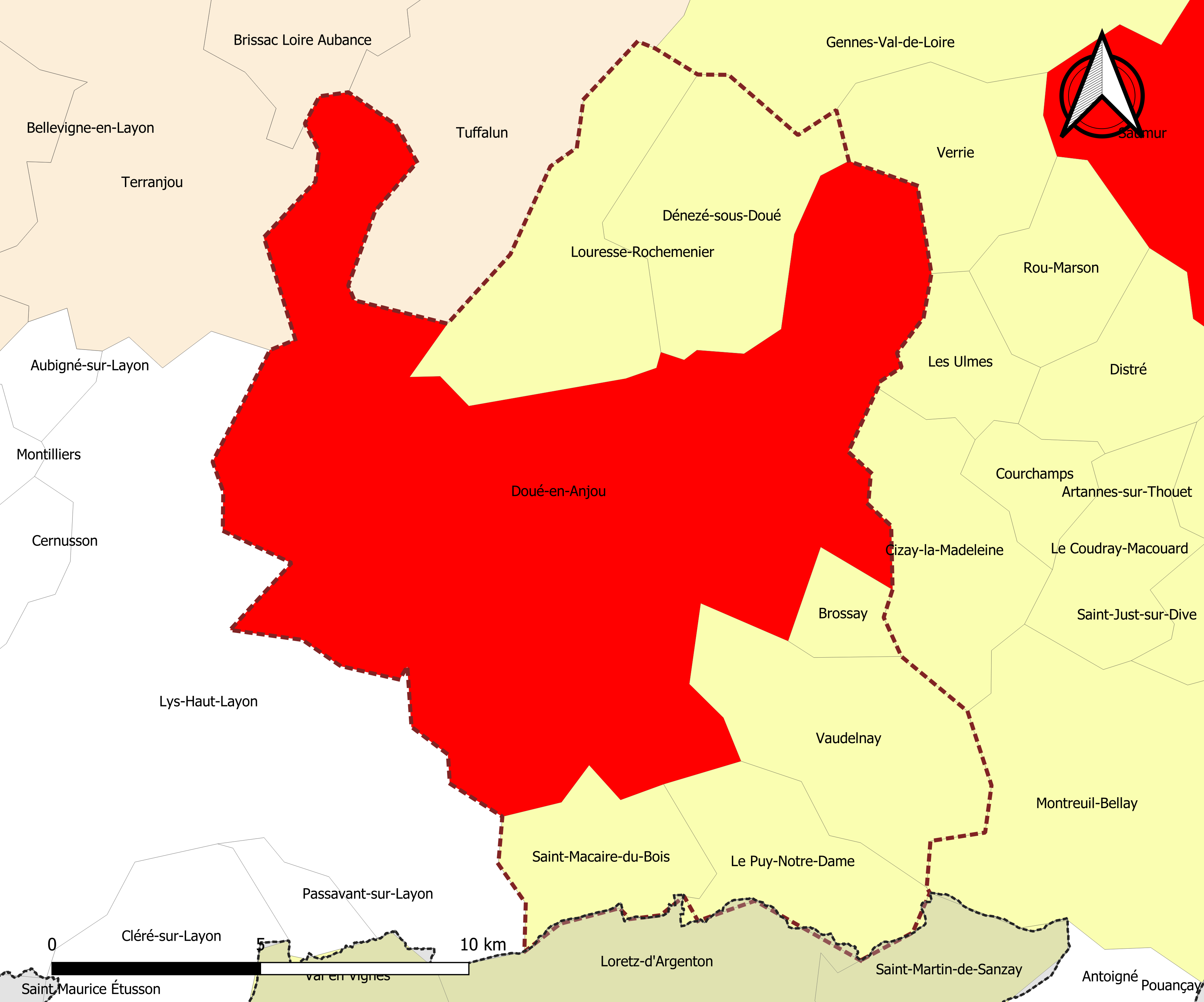
Carte de l'aire d'attraction de Doué-en-Anjou.
Commune-centre
Commune de la couronne

### Composition communale
| Nom                            | Code Insee | Département    | Statut                 | Superficie (km2) | Population (dernière pop. légale) | Densité (hab./km2) | Modifier                                    |
| ------------------------------ | ---------- | -------------- | ---------------------- | ---------------- | --------------------------------- | ------------------ | ------------------------------------------- |
| Doué-en-Anjou (commune-centre) | 49125      | Maine-et-Loire | commune-centre         | 148,55           | 11 227 (2022)                     | 76                 | modifier les données · modifier les données |
| Brossay                        | 49053      | Maine-et-Loire | commune de la couronne | 4,79             | 348 (2022)                        | 73                 | modifier les données · modifier les données |
| Dénezé-sous-Doué               | 49121      | Maine-et-Loire | commune de la couronne | 23,77            | 442 (2022)                        | 19                 | modifier les données · modifier les données |
| Louresse-Rochemenier           | 49182      | Maine-et-Loire | commune de la couronne | 25,82            | 895 (2022)                        | 35                 | modifier les données · modifier les données |
| Le Puy-Notre-Dame              | 49253      | Maine-et-Loire | commune de la couronne | 16,04            | 1 089 (2022)                      | 68                 | modifier les données · modifier les données |
| Saint-Macaire-du-Bois          | 49302      | Maine-et-Loire | commune de la couronne | 13,06            | 442 (2022)                        | 34                 | modifier les données · modifier les données |
| Vaudelnay                      | 49364      | Maine-et-Loire | commune de la couronne | 25,48            | 1 122 (2022)                      | 44                 | modifier les données · modifier les données |